# 小行星6064
小行星6064（英語：6064 Holasovice）是一颗围绕太阳公转的小行星。1987年4月23日，安東寧·姆爾科斯在克列特发现了此天体。
这颗小行星的绝对星等为106.4540425999555等。